# Boao Forum

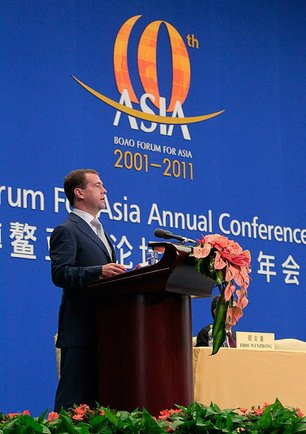
Der russische Präsident Medvedev auf dem Boao Forum

Das Boao Forum (englisch: Boao Forum for Asia, chinesisch: 博鳌亚洲论坛; Pinyin: Bó’áo Yàzhōu Lùntán) ist ein hochrangiges Treffen politischer, wirtschaftlicher und akademischer Führer, das nach dem Vorbild des Weltwirtschaftsforums in Davos gebildet wurde.

## Geschichte
Das Treffen wurde 1998 vom damaligen philippinischen Präsidenten Fidel Ramos, dem damaligen australischen Premierminister Bob Hawke und dem damaligen japanischen Premierminister Morihiro Hosokawa initiiert. Es wurde am 27. Februar 2001 von 26 asiatischen und pazifischen Staaten gegründet und fand im April 2002 zum ersten Mal statt.

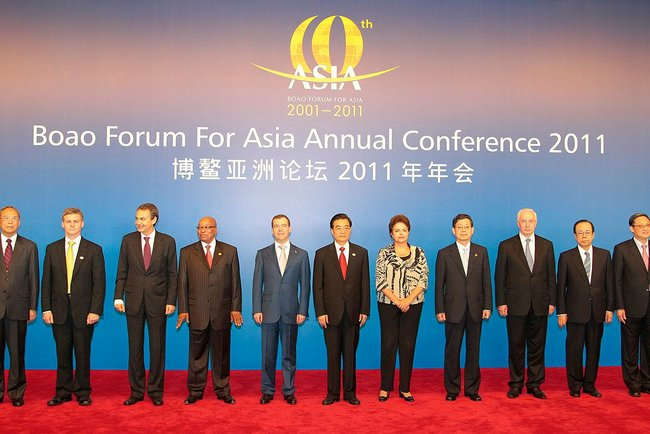
Gruppenfoto vom Boao Forum 2011

Tagungsort ist die Kleinstadt Bo’ao (chinesisch: 博鰲, Pinyin: Bó’áo) auf der südchinesischen Insel Hainan. Das Sekretariat befindet sich jedoch in Peking.